# Eden Sequeira
Pour les articles homonymes, voir Sequeira.
Eden Luri de Sousa Sequeira est un joueur portugais de volley-ball né le 28 octobre 1980 à Odivelas (région de Lisbonne). Il mesure 1,98 m et joue central. Il devient par la suite joueur de beach-volley, évoluant sous les couleurs de l'Angola.

## Clubs
| Club                 | Pays      | De           | À            |
| -------------------- | --------- | ------------ | ------------ |
| Assoc. Acad. Coimbra | Portugal  | 2002-2004    | 2004-2005    |
| Benfica Lisbonne     | Portugal  | 2005-2006    | 2005-2006    |
| Rosario Sonders      | Argentine | 2006-2007    | 2006-2007    |
| Taranto Volley       | Italie    | 2006-2007    | 2006-2007    |
| Noliko Maaseik       | Belgique  | 2007-2008    | janvier 2008 |
| Stade Poitevin       | France    | janvier 2008 | mars 2008    |
| Beauvais OUC         | France    | 2008-2009    | 2008-2009    |

## Palmarès

### En beach-volley
- Médaillé d'or des Jeux africains de 2015
- Médaillé d'argent des Jeux africains de 2011